# Motorová jednotka 813
Motorová jednotka řady 813 je tvořena motorovým vozem řady 813 trvale spojeným s řídicím vozem řady 913. Jedná se o modernizace motorových vozů řady 810 a přípojných vozů řady 011 (u ČD řada 010) realizované v ŽOS Zvolen od roku 2006. Jednotky provozuje Železničná spoločnosť Slovensko (ZSSK).

## Konstrukce

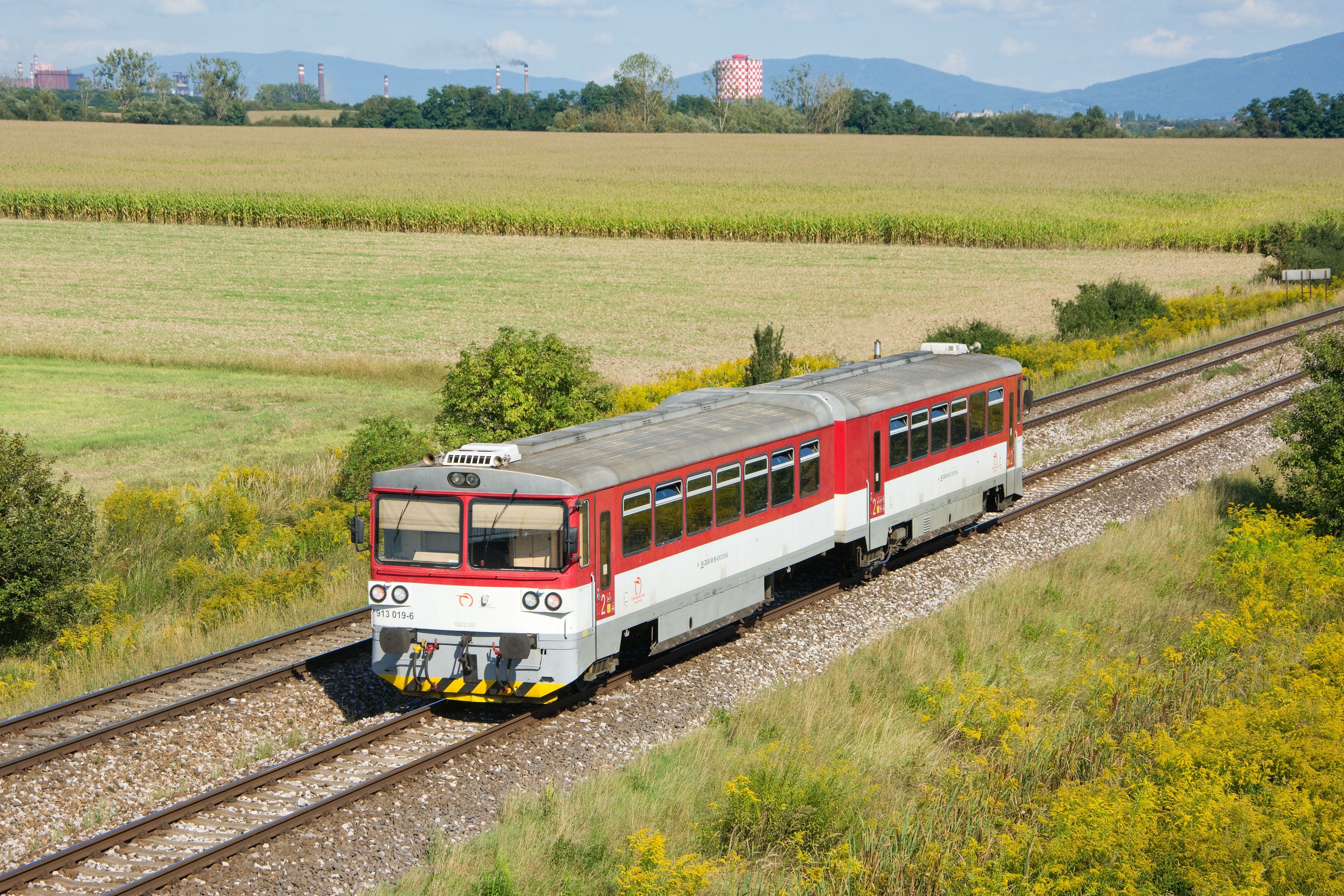
Motorová jednotka 813.019 + 913.019 na trati Zvolen–Košice

Motorový a řídicí vůz jsou svými zadními, průchozími čely navzájem pevně spojeny pevným (semipermanentním) spřáhlem Schaku – Voith, pro průchod slouží mezivozový přechod Hübner. Z původních vozů řady 810 nebo 011 zůstává zachována vozová skříň a rámy podvozků, oba díly jsou podrobeny opravě. Obě karoserie jsou usazeny na dvou jednonápravových podvozcích, do jednoho z celkem čtyř podvozků je usazen nový motor od společnosti MAN, automatická převodovka a nápravová převodovka (hnací je zadní náprava motorového vozu). Zbylé tři nápravy jednotky jsou běžné.
Interiér motorového vozu je rozdělen na čelní neprůchodné stanoviště strojvedoucího, nástupní prostor s kabinou WC, velkoprostorový oddíl pro cestující a druhý nástupní prostor. V interiéru řídicího vozu se nachází kabina strojvedoucího (stejná jako u motorového vozu), nástupní prostor bez buňky WC a velkoprostorový oddíl pro cestující (byl odstraněn zadní nástupní prostor). Jednotka je vybavena vícečlenným řízením, které umožňuje spojit maximálně tři jednotky řady 813. V interiéru slouží cestujícím digitální informační systém, automat na jízdenky a jejich označovač.

## Vývoj, výroba a provoz
Obdobou v Česku provozovaných motorových jednotek řady 814 se na Slovensku stala právě jednotka řady 813 (ačkoliv není částečně nízkopodlažní jako česká „Regionova“). Její prototyp (813.001 + 913.001), dokončený na podzim 2006, vznikl ze dvou přípojných vozů řady 011.
Na konci roku 2006 probíhaly typové zkoušky prototypové jednotky 813.001 + 913.001 ve Zkušebním centru VUZ Velim.
Na přelomu let 2006 a 2007 probíhaly zkušební jízdy bez cestujících, s cestujícími od 13. února 2007, do pravidelného provozu byla zařazena na konci dubna téhož roku. V té době již probíhala výroba dalších jednotek, rovněž tvořených původními přípojnými vozy řady 011, do konce roku bylo dopravci předáno dalších devět jednotek. Teprve motorový vůz 813.012 vznikl přestavbou motorového vozu řady 810, další vyrobené jednotky jsou již tvořeny modernizovanými vozy řady 810 (po rekonstrukci motorové vozy řady 813) a 011 (řídicí vozy řady 913).

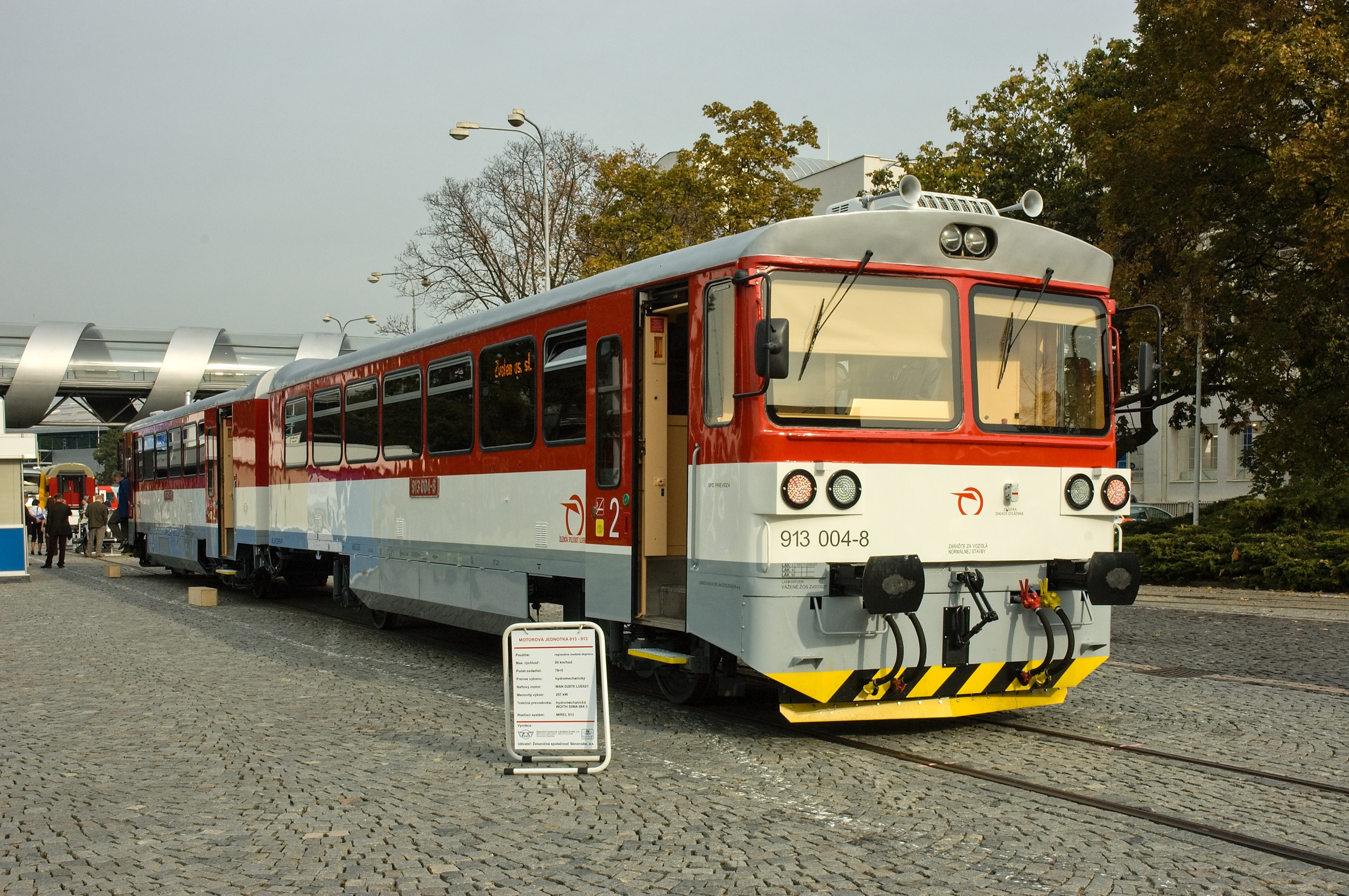
Jednotka 813.004 + 914.004 na veletrhu v Brně v roce 2007

Čtvrtá vyrobená jednotka (tj. vozy 813.004 a 913.004) byla na podzim 2007 představena na 49. ročníku Mezinárodního strojírenského veletrhu v Brně.
V Česku provozoval dopravce GW Train Regio v letech 2012–2015 dvě odvozené jednotky řady 813.1. Další dvě jednotky řady 813.1 (v Česku značené jako řada 813.2) si roku 2018 objednal dopravce KŽC Doprava pro provoz od roku 2019. V jízdním řádu 2023/2024 jsou tyto jednotky provozovány také v Česku, a to na lince S91 Trenčín - Velká nad Veličkou.